# Andropogon exaratus
Andropogon exaratus är en gräsart som beskrevs av Eduard Hackel. Andropogon exaratus ingår i släktet Andropogon och familjen gräs.
Artens utbredningsområde är Paraguay. Inga underarter finns listade i Catalogue of Life.